# Capriglio
Capriglio (Cravij en piemontès) és un municipi situat al territori de la província d'Asti, a la regió del Piemont (Itàlia).
Limita amb els municipis de Buttigliera d'Asti, Castelnuovo Don Bosco, Cerreto d'Asti, Montafia, Passerano Marmorito i Piovà Massaia.
Pertanyen al municipi les frazioni de Bacolla, Cecca, Gaià i Serra.